# LGA 1567
LGA 1567 (chiamato anche Socket LS) è un socket sviluppato da Intel per le CPU Xeon MP, per sistemi multiprocessore, basate sulla architettura Nehalem (e più precisamente con il core Beckton) e Westmere a partire dalla fine del 2008 come evoluzione del precedente Socket 771 che era stato introdotto con gli Xeon Dempsey e mantenuto poi anche per tutte le successive CPU destinate al settore server.
È da ricordare che il termine LGA sta per Land Grid Array e sta ad indicare che i pin di contatto non sono più sul processore, ma direttamente sul socket, una caratteristica che Intel ha introdotto con il Socket 775.

## Caratteristiche tecniche
Intel ha dovuto progettare un nuovo socket per far fronte all'incremento di dimensioni dei processori basati su architettura Nehalem, oltre che per rispondere ai nuovi requisiti energetici e nuove funzionalità previste dall'architettura. Sebbene si tratti ancora di un socket LGA, esso vede un cambiamento nel modo in cui il processore si collega alla motherboard; il meccanismo di ritenzione del processore non è più saldato sulla scheda ma verrà avvitato solo quando il processore è già inserito nel bracket. Tali cambiamenti, comporteranno anche la necessità di nuovi dissipatori di calore espressamente progettati per le nuove piattaforme.

## Nuovi socket per Nehalem: non solo Socket LS
Inizialmente era previsto che i socket per i processori dell'architettura Nehalem dovessero essere il Socket B e il Socket H, ma dalle ultime notizie di fine 2007, del Socket H, non si è più saputo nulla, e anzi al suo posto è stato citato il nuovo LGA 1160, non previsto inizialmente.
Le prime notizie riguardo ai 2 socket originariamente annunciati, evidenziavano le differenze tra i due nella capacità da parte del Socket B (dotato di un maggiore numero di pin di contatto) di supportare i processori con controller di memoria integrato (presente nei processori AMD dal 2003 con i suoi Athlon 64) e il nuovo tipo di bus seriale, conosciuto con il nome di Intel QuickPath Interconnect (precedentemente conosciuto con il nome di Common Systems Interconnect), e che sarà in sostanza l'alternativa Intel all'HyperTransport di AMD.
In ogni caso Intel ha dichiarato che il Socket B non sarà l'unico a supportare il controller di memoria delle future CPU, ma tale funzionalità sarà estesa anche ad altri socket, originariamente non previsti, ma annunciati da Intel sempre a fine 2007; si tratta appunto del Socket LS e dell'LGA 1160. Diversamente da quanto previsto inizialmente, sembra che tutte le future CPU Nehalem vedranno l'implementazione del controller di memoria e quindi è molto probabile che il Socket H, originariamente previsto, abbia perso la propria ragione di vita, e i mancati riferimenti da parte di Intel negli ultimi annunci riguardo a questo socket non fanno che contribuire alla conferma dell'annullamento del progetto Socket H.
Il Socket LS sarà destinato esclusivamente ai sistemi server a più vie basati sul core Beckton e, sebbene molto simile nelle funzionalità al Socket B, offrirà supporto al controller di memoria RAM quad channel e a 4 collegamenti del nuovo BUS QuickPath Interconnect (contro il supporto triple channel e a 2 collegamenti QPI offerti dal Socket B).